# Милащенко, Николай Захарович
Николай Захарович Милащенко (24 октября 1932, Елизаветинка, Западно-Сибирский край — 22 июля 2025) — российский учёный, доктор сельскохозяйственных наук, профессор, академик ВАСХНИЛ (1982, член-корреспондент с 1978), академик Российской академии наук (2013).

## Биография
Родился в 1932 году в селе Елизаветинка (на территории современного Чистоозерного района Новосибирской области) в гражданском браке Милащенко (в девичестве Бобровской) Марии Герасимовны и Зайцева Захара. Член КПСС.
Окончил Омский СХИ (1954). Работал агрономом, заместителем председателя колхоза «Сталинский путь» Горьковского района Омской области.
В 1956—1981 в Сибирском НИИ сельского хозяйства: младший, старший научный сотрудник (1956—1965), заведующий отделом земледелия (1965—1972), заместитель директора по научной работе (1972—1976), директор.
В 1981—1984 годах — генеральный директор НПО «Колос». Первый вице-президент ВАСХНИЛ (1984—1992). Директор (1985—2003), с 2003 г. — главный научный сотрудник, заведующий сектором ВНИИ удобрений и агропочвоведения им. Д. Н. Прянишникова.
Доктор сельскохозяйственных наук (1972), профессор (1975), академик ВАСХНИЛ (1982, член-корреспондент с 1978), академик Российской академии наук (2013).
Депутат Верховного Совета РСФСР 10-го созыва.
Жил в Москве. Умер 22 июля 2025 года в возрасте 92 лет.
Публикации:
- Основы экономики и организации земледелия / соавт.: А. Н. Каштанов и др. — М.: Агропромиздат, 1988. — 267 с. — (Учеб. пособие для агрономов и инженеров колхозов и совхозов).
- Экотоксикологические аспекты загрязнения почв тяжелыми металлами / соавт.: Н. А. Черных, В. Ф. Ладонин. — М.: Агроконсалт, 1999. — 176 с. — То же. — 2-е изд., перераб. и доп. — Пущино, 2001. — 148 с.
- Агроэкология: учеб. пособие для студентов вузов агрон. спец. / соавт.: В. А. Черников и др. — М.: Колос, 2000. — 535 с. — (Учеб. и учеб. пособия для студентов вузов).
- Устойчивое развитие агроландшафтов: в 2 т. / соавт.: О. А. Соколов и др.; ВИУА и др. — Пущино, 2000. — Т. 1. — 315 с.; Т. 2. — 598 с.
- Устойчивость почв к антропогенному возделыванию / соавт.: В. А. Черников, О. А. Соколов; Моск. с.-х. акад. им. К. А. Тимирязева и др. — Пущино, 2001. — 202 с.
- Агроэкология. Методология, технология, экономика: учеб. для студентов вузов… / соавт.: В. А. Черников и др. — М.: КолосС, 2004. — 399 с.
- Концепция развития агрохимии и агрохимического обслуживания сельского хозяйства Российской Федерации на период до 2010 года: проект / соавт.: Г. А. Романенко и др.; Всерос. НИИ агрохимии им. Д. Н. Прянишникова. — М., 2005. — 77 с.
- Страхование посевов сельскохозяйственных культур: учеб. пособие / соавт.: В. Г. Плющиков и др. — М.: РУДН, 2012. — 211 с.
- Агроэкспертиза при страховании урожая сельскохозяйственных культур: учеб. пособие / соавт.: В. Г. Плющиков и др. — М.: РУДН, 2013. — 316 с.

## Награды, премии, почётные звания
- Лауреат премии Совета Министров СССР (1982).
- Орден Трудового Красного Знамени[2]
- Заслуженный деятель науки Российской Федерации (1996)[3]